# 尚比西國家公園
尚比西國家公園（英語：Zambezi National Park）又稱尚比西河國家公園，是位於辛巴威尚比西河維多利亞瀑布上游的國家公園，於1979年自維多利亞瀑布國家公園分離後設立，面積為56,000公頃（140,000英畝）。國家公園被一條通往尚比亞卡宗古拉的公路一分為二，將其分成河流及Chamabonda Vlei（弗萊湖）兩側。尚比西國家公園的大部分地區屬於尚比亞地區和黑猩猩林地，而其南部的小部分區域為尚比亞紅蘇木林地的一部分。

## 野生動物
尚比西國家公園是多種大型哺乳動物的家園，包括非洲象、獅子、非洲水牛和豹等。除此類較具代表性的動物外，亦有成群的黑馬羚、伊蘭羚羊、平原斑馬、南方長頸鹿、扭角林羚、水羚和高角羚等棲息於園內。此外，國家公園內也可見多種小型哺乳動物。
國家公園內已記錄到約400種鳥類，包括橫斑漁鴞、非洲剪嘴鷗、晨鶯、地中海隼、巨鷺、非洲鰭趾鷈、烏燕鴴和長趾麥雞等被認為是園內的特色鳥類。除鳥類和陸生動物外，園內還有約75種魚類，其中包括著名的虎魚。

## 交通
前往尚比西國家公園最簡單的方式是經由尚比西河野外道路（Zambezi River Game Drive），透過尚比西河岸的道路網自正門進入，並有一條25公里長、起點為維多利亞瀑布市以南5公里、緊鄰維多利亞瀑布通往布拉瓦約主要道路的Chamabonda野外道路（Chamabondo Game Drive），可通往國家公園南部的荒野。